# Eredivisie 1961/62
Het seizoen 1961/62 van de Nederlandse Eredivisie was het zesde seizoen waarin onder de KNVB-vlag een professionele Eredivisie werd gevoetbald.
In het voorgaande jaar waren Elinkwijk, Alkmaar '54 en NOAD gedegradeerd. Hiervoor in de plaats waren Blauw-Wit, De Volewijckers en Volendam gekomen. Voor het eerst (en het laatst) had Amsterdam hierdoor vier clubs in de Eredivisie. Feijenoord werd voor het tweede jaar op rij landskampioen. DWS/A, VVV en Rapid JC degradeerden.
De wedstrijden werden standaard op zondag gespeeld. Een overwinning gaf twee punten, een gelijkspel één punt en een nederlaag geen.

## Bijzonderheden
- Feijenoord werd een wedstrijd voor het einde van de competitie kampioen door in een volle Kuip (60.000 toeschouwers) met 1–1 gelijk te spelen tegen ADO, waardoor PSV de Rotterdammers niet meer kon achterhalen.

## Teams
| Club               | Plaats     | Accommodatie           | Capaciteit | Trainer                 |
| ------------------ | ---------- | ---------------------- | ---------- | ----------------------- |
| ADO                | Den Haag   | Zuiderparkstadion      | 29.000     | Ernst Happel            |
| Ajax               | Amsterdam  | De Meer                | 29.500     | Keith Spurgeon          |
| Blauw-Wit          | Amsterdam  | Olympisch Stadion      | 65.000     | Jack Mansell            |
| De Volewijckers    | Amsterdam  | Mosveld                | 15.000     | Daan de Jongh           |
| DOS                | Utrecht    | Galgenwaard            | 23.000     | Joseph Gruber           |
| DWS/A              | Amsterdam  | Olympisch Stadion      | 65.000     | Toon van den Enden      |
| Feijenoord         | Rotterdam  | Stadion Feijenoord     | 65.000     | Franz Fuchs             |
| Fortuna '54        | Geleen     | Mauritsstadion         | 27.000     | Jung Schlangen          |
| GVAV               | Groningen  | Oosterpark             | 17.500     | Otto Bonsema            |
| MVV                | Maastricht | Geusselt               | 18.000     | Viktor Havlicek         |
| NAC                | Breda      | Beatrixstraat          | 18.000     | Siem Plooijer           |
| PSV                | Eindhoven  | Philips Stadion        | 17.500     | Franz Binder            |
| Rapid JC           | Kerkrade   | Kaalheide              | 25.000     | Ben Tap                 |
| Sparta             | Rotterdam  | Het Kasteel            | 22.000     | Denis Neville           |
| Sportclub Enschede | Enschede   | Het Diekman            | 22.000     | Ernie Robinson          |
| Volendam           | Volendam   | Julianaweg             | 15.000     | Bram Appel              |
| VVV                | Venlo      | De Kraal               | 18.000     | Josef Horesj Ferdi Silz |
| Willem II          | Tilburg    | Gemeentelijk Sportpark | 25.000     | Wudi Müller             |

## Eindstand
| pos | club            | gs | w  | g  | v  | pnt | dv | dt | ds  |
| --- | --------------- | -- | -- | -- | -- | --- | -- | -- | --- |
| 1.  | Feijenoord      | 34 | 20 | 10 | 4  | 50  | 88 | 35 | 53  |
| 2.  | PSV             | 34 | 21 | 7  | 6  | 49  | 85 | 43 | 42  |
| 3.  | Blauw-Wit       | 34 | 16 | 9  | 9  | 41  | 71 | 54 | 17  |
| 4.  | Ajax            | 34 | 16 | 7  | 11 | 39  | 80 | 59 | 21  |
| 5.  | NAC             | 34 | 15 | 8  | 11 | 38  | 60 | 49 | 11  |
| 6.  | MVV             | 34 | 12 | 12 | 10 | 36  | 55 | 46 | 9   |
| 7.  | Volendam        | 34 | 15 | 4  | 15 | 34  | 69 | 76 | -7  |
| 8.  | Willem II       | 34 | 14 | 5  | 15 | 33  | 63 | 52 | 11  |
| 9.  | Sparta          | 34 | 12 | 9  | 13 | 33  | 46 | 50 | -4  |
| 10. | DOS             | 34 | 10 | 12 | 12 | 32  | 61 | 62 | -1  |
| 11. | De Volewijckers | 34 | 13 | 6  | 15 | 32  | 68 | 87 | -19 |
| 12. | Fortuna '54     | 34 | 11 | 9  | 14 | 31  | 57 | 61 | -4  |
| 13. | GVAV            | 34 | 8  | 14 | 12 | 30  | 48 | 61 | -13 |
| 14. | SC Enschede     | 34 | 11 | 8  | 15 | 30  | 55 | 69 | -14 |
| 15. | ADO             | 34 | 9  | 11 | 14 | 29  | 58 | 69 | -11 |
| 16. | DWS/A           | 34 | 7  | 14 | 13 | 28  | 38 | 63 | -25 |
| 17. | VVV             | 34 | 10 | 7  | 17 | 27  | 38 | 62 | -24 |
| 18. | Rapid JC        | 34 | 6  | 8  | 20 | 20  | 35 | 77 | -42 |

### Legenda
| Kleur | Kwalificatie voor                                                                             |
| ----- | --------------------------------------------------------------------------------------------- |
|       | Landskampioen, Voorronde Europacup I en speelt ook International Football Cup volgend seizoen |
|       | International Football Cup                                                                    |
|       | KNVB Beker winnaar, Europacup II                                                              |
|       | Degradatie naar de Eerste divisie                                                             |

### Uitslagen
| Thuis (beneden) / Uit (rechts) | ADO   | AJA   | BLW   | DOS   | DWA   | ENS   | FEIJ  | F54   | GVA   | MVV   | NAC   | PSV   | RAP   | SPA   | VOL   | VWK   | VVV   | WIL   |
| ------------------------------ | ----- | ----- | ----- | ----- | ----- | ----- | ----- | ----- | ----- | ----- | ----- | ----- | ----- | ----- | ----- | ----- | ----- | ----- |
| ADO                            |       | 1 – 3 | 1 – 4 | 1 – 2 | 3 – 0 | 2 – 2 | 0 – 2 | 2 – 1 | 2 – 2 | 0 – 1 | 2 – 3 | 1 – 1 | 4 – 1 | 1 – 0 | 2 – 1 | 2 – 1 | 5 – 1 | 0 – 3 |
| Ajax                           | 1 – 2 |       | 2 – 2 | 3 – 2 | 8 – 0 | 6 – 1 | 1 – 3 | 3 – 4 | 4 – 2 | 0 – 2 | 2 – 0 | 4 – 5 | 2 – 2 | 3 – 0 | 9 – 1 | 2 – 1 | 3 – 1 | 3 – 2 |
| Blauw-Wit                      | 0 – 0 | 2 – 2 |       | 2 – 1 | 1 – 2 | 1 – 1 | 1 – 1 | 7 – 0 | 2 – 1 | 3 – 1 | 0 – 2 | 1 – 2 | 3 – 1 | 3 – 0 | 4 – 2 | 5 – 1 | 2 – 1 | 2 – 0 |
| DOS                            | 2 – 2 | 2 – 2 | 2 – 0 |       | 2 – 2 | 2 – 3 | 0 – 0 | 2 – 3 | 2 – 1 | 3 – 3 | 2 – 3 | 1 – 1 | 5 – 0 | 3 – 2 | 6 – 2 | 4 – 1 | 1 – 1 | 3 – 1 |
| DWS/A                          | 4 – 2 | 0 – 0 | 0 – 2 | 0 – 0 |       | 2 – 2 | 2 – 3 | 2 – 1 | 2 – 0 | 1 – 0 | 0 – 3 | 0 – 0 | 0 – 0 | 0 – 0 | 1 – 1 | 2 – 2 | 1 – 1 | 0 – 2 |
| Sportclub Enschede             | 4 – 1 | 2 – 0 | 2 – 1 | 3 – 4 | 6 – 1 |       | 3 – 3 | 1 – 1 | 0 – 1 | 1 – 6 | 3 – 1 | 0 – 1 | 1 – 2 | 0 – 0 | 2 – 3 | 5 – 3 | 2 – 0 | 2 – 4 |
| Feijenoord                     | 1 – 1 | 1 – 2 | 9 – 1 | 3 – 0 | 5 – 2 | 2 – 0 |       | 1 – 1 | 7 – 4 | 3 – 2 | 4 – 1 | 1 – 1 | 3 – 0 | 3 – 0 | 3 – 0 | 6 – 0 | 3 – 0 | 0 – 2 |
| Fortuna '54                    | 3 – 0 | 2 – 2 | 0 – 0 | 2 – 2 | 2 – 2 | 5 – 0 | 1 – 4 |       | 0 – 3 | 2 – 2 | 0 – 2 | 1 – 3 | 0 – 1 | 1 – 0 | 6 – 1 | 5 – 2 | 4 – 1 | 1 – 3 |
| GVAV                           | 3 – 1 | 1 – 0 | 2 – 2 | 3 – 0 | 3 – 2 | 1 – 1 | 1 – 1 | 0 – 0 |       | 2 – 2 | 2 – 2 | 3 – 2 | 2 – 1 | 0 – 3 | 1 – 3 | 2 – 2 | 1 – 1 | 2 – 2 |
| MVV                            | 3 – 1 | 2 – 4 | 5 – 3 | 1 – 1 | 0 – 0 | 1 – 2 | 0 – 0 | 3 – 1 | 0 – 0 |       | 2 – 2 | 1 – 1 | 0 – 0 | 1 – 1 | 3 – 0 | 2 – 1 | 1 – 0 | 1 – 0 |
| NAC                            | 1 – 1 | 1 – 3 | 0 – 1 | 2 – 0 | 1 – 1 | 3 – 0 | 2 – 3 | 0 – 0 | 0 – 0 | 1 – 0 |       | 1 – 3 | 1 – 1 | 3 – 2 | 4 – 1 | 1 – 2 | 4 – 1 | 2 – 0 |
| PSV                            | 6 – 1 | 2 – 2 | 2 – 1 | 0 – 1 | 2 – 1 | 1 – 1 | 0 – 3 | 0 – 1 | 4 – 0 | 2 – 1 | 4 – 1 |       | 7 – 1 | 4 – 0 | 5 – 1 | 4 – 2 | 2 – 1 | 3 – 2 |
| Rapid JC                       | 3 – 3 | 1 – 2 | 2 – 3 | 3 – 3 | 0 – 1 | 0 – 1 | 1 – 6 | 0 – 3 | 1 – 0 | 0 – 0 | 2 – 5 | 1 – 0 |       | 0 – 2 | 1 – 3 | 4 – 1 | 3 – 0 | 1 – 5 |
| Sparta                         | 2 – 2 | 4 – 0 | 0 – 0 | 0 – 0 | 2 – 0 | 0 – 2 | 1 – 3 | 3 – 1 | 3 – 1 | 1 – 0 | 3 – 3 | 0 – 5 | 3 – 0 |       | 4 – 2 | 2 – 2 | 2 – 0 | 4 – 2 |
| Volendam                       | 3 – 2 | 4 – 0 | 2 – 4 | 4 – 0 | 0 – 0 | 4 – 1 | 1 – 1 | 2 – 1 | 5 – 2 | 2 – 3 | 3 – 1 | 3 – 1 | 3 – 0 | 1 – 0 |       | 1 – 2 | 5 – 0 | 3 – 2 |
| De Volewijckers                | 2 – 7 | 3 – 1 | 3 – 3 | 3 – 0 | 3 – 5 | 3 – 1 | 3 – 0 | 2 – 4 | 1 – 1 | 2 – 0 | 0 – 3 | 3 – 6 | 3 – 2 | 3 – 0 | 2 – 1 |       | 1 – 0 | 2 – 1 |
| VVV                            | 1 – 1 | 1 – 0 | 1 – 5 | 3 – 2 | 3 – 1 | 2 – 0 | 1 – 0 | 3 – 0 | 2 – 0 | 2 – 3 | 1 – 0 | 1 – 3 | 2 – 0 | 1 – 1 | 0 – 0 | 1 – 1 |       | 2 – 4 |
| Willem II                      | 2 – 2 | 0 – 1 | 3 – 0 | 2 – 1 | 3 – 1 | 2 – 0 | 0 – 0 | 2 – 0 | 1 – 1 | 4 – 3 | 0 – 1 | 1 – 2 | 0 – 0 | 0 – 1 | 3 – 1 | 4 – 5 | 1 – 2 |       |

## Topscorers
| #   | Naam                 | Club            | Goal |
| --- | -------------------- | --------------- | ---- |
| 1.  | Dick Tol             | Volendam        | 27   |
| 2.  | Frans Rutten         | Rapid JC        | 25   |
| 3.  | Carol Schuurman      | ADO             | 23   |
| 4.  | Cees Groot           | Ajax            | 23   |
| 5.  | Coy Koopal           | Willem II       | 20   |
| 6.  | Pierre Kerkhoffs     | PSV             | 19   |
| 7.  | Henk Groot           | Ajax            | 18   |
| 7.  | Cor van der Gijp     | Feijenoord      | 18   |
| 7.  | Wout Schaft          | De Volewijckers | 18   |
| 10. | Wim Bleijenberg      | PSV             | 17   |
| 10. | Tonny van der Linden | DOS             | 17   |
| 10. | Jacques Visschers    | NAC             | 17   |
| 10. | Jan van den Heuvel   | VVV             | 17   |